# 維亞切斯拉夫·丘卡諾夫
維亞切斯拉夫·米哈伊洛维奇·丘卡諾夫（俄语：Вячеслав Михайлович Чуканов，羅馬化：Vyacheslav Mikhaylovich Chukanov，1952年4月24日—）是一名俄羅斯男子馬術運動員。他曾代表蘇聯參加1980年夏季奧林匹克運動會馬術比賽，並獲得團體場地障礙賽金牌。

## 個人生活
他的兒子安德烈亞·丘卡諾夫是一名職業足球運動員。